# Volînka, Sosnîțea
Volînka (în ucraineană Волинка) este o comună în raionul Sosnîțea, regiunea Cernihiv, Ucraina, formată numai din satul de reședință.

## Demografie
Componența lingvistică a comunei Volînka
     Ucraineană (99,51%)
     Alte limbi (0,49%)
Conform recensământului din 2001, majoritatea populației comunei Volînka era vorbitoare de ucraineană (99,51%), existând în minoritate și vorbitori de alte limbi.